# Albert Servaes
Pour les articles homonymes, voir Servaes.
Albert Servaes, né à Gand le 4 avril 1883 et mort à Lucerne (Suisse) le 19 avril 1966 , est un peintre expressionniste belge.

## Biographie

### Portrait
Comme l'écrit Paul Haesaerts : « Trapu et large, avec on ne sait quoi de monacal qu'accentue un choix de vêtements longs et frustes. De grandes lunettes, une barbe et une moustache ondoyantes, d'épais sourcils et des cheveux bouclés cachent pour ainsi dire le visage, un visage rougeâtre qui au cours de la conversation pâlit et s'empourpre tout à tour et où de petits yeux bleus et comme traqués clignotent sans cesse ; une bonhomie à moitié jouée, une voix grave, de la componction, une attitude paternelle et bénisseuse ; autour du personnage, l'âtre, les tables de bois grossier, le prie-Dieu, les bancs sans dossier ; à portée de la main, la pipe, le pot à tabac, les sabots, le chapelet - le tout rustique et flamand à souhait.(...) il lui arrive d'accéder à des états — parfaitement désintéressés — de fiévreuse et très haute contemplation. Il n'en est pas moins à d'autres moments un fieffé cabotin, un ironiste à tous crins aimant à raconter avec verdeur des histoires grivoises, prenant plaisir à la médisance et ne ménageant pas ses confrères ».

### Son parcours
Dès l'âge de quinze ans, Albert Servaes se consacre à la peinture en amateur à Laethem et à la côte, mais il n'entreprend toutefois de véritables études artistiques qu'en 1901, lorsqu'il suit les cours du soir de l'Académie de Gand, chez Jean Delvin, en compagnie de Frits van den Berghe et Gustave Van de Woestijne. 
En 1903, il loue à Laethem une maisonnette où il se retire pour étudier la peinture. La rencontre de George Minne et de Bruno Destrée, le frère de l'écrivain et militant socialiste Jules Destrée, l'influence du cercle formé autour de Karel et de Gustave Van de Woestijne, ainsi que l'inspiration de la nature sur les bords de la Lys, influencent l'œuvre de Servaes dans le sens d'un approfondissement spirituel. Il retrouve le catholicisme. Il fait partie du premier groupe de l'École de Laethem-Saint-Martin qui a porté sur le réalisme mystique.
Par économie, il partage en 1904 sa bicoque avec Frits van den Berghe et se mêle aux nouveaux venus — le deuxième groupe de l'école de Laethem — comme il s'était mêlé aux anciens, c'est-à-dire pas très assidûment. L'art de Servaes jette un pont entre le premier et le deuxième groupe de Laethem, entre le symbolisme et l'expressionnisme, entre l'art religieux et l'art moderne. Indépendamment de sa propre valeur, il présente donc un indéniable intérêt historique. 
En 1905, par besoin de solitude totale, d'ascétisme, aussi par désir d'une vie plus proche de la vie fruste des paysans, il quitte son compagnon et élit domicile pendant neuf ans chez le très pauvre et très primitif Doorke. Après Soirée sainte et La Dernière Cène (1905), sa peinture devient sombre et tragique, prélude à l'expressionnisme flamand.   
En 1906, Servaes expose pour la première fois, invité par le Cercle artistique de Gand. Il compose L'Adoration des bergers et La Fuite de la sainte famille.
En 1907, il peint L'Enterrement chez les pauvres.
En 1908, il peint Au tombeau ; la première exposition réservée exclusivement à l'œuvre de Servaes s'ouvre dans le hall de l'Université de Gand.
En 1909, Servaes peint Les Ramasseurs de pommes de terre, œuvre importante aux couleurs sombres et d'esprit expressionniste.
En 1910, il peint Le Mourant et dessine le Portrait de Permeke.
En 1911, il peint Sursum corda et La Résurrection de Lazare.
En 1913, il expose à l'Université de Gand.
En 1914, malgré la guerre, Servaes reste à Laethem ; jusqu'en 1918, il y construit sa vaste maison cloître ; il y peint La Maison de Door et Les Disciples d'Emmaüs. Il expose à la galerie Georges Giroux.
En 1915, Servaes épouse la violoncelliste Anne-Marie Geeraert ; il entreprend sa série Boerenleven et peint L'Enterrement.
En 1916, il expose à la salle Taets à Gand.
En 1917, il expose à la galerie Sneyers à Bruxelles ; il peint Le Noyé et Intensus cordis.
En 1918, il illustre le Récit de la Passion de Cyriel Verschaeve.
En 1919, Servaes provoque le scandale et accède donc à la célébrité grâce à son Chemin de croix de Luithagen (quatorze dessins au fusain, Tilburg, abbaye de Koningshoeven), violemment expressionniste, qui suscite aussitôt de vives réactions.
En 1920, il peint une Pieta qui entrera au musée de Bruxelles. Cette même année, le cycle de toiles consacré à La Vie paysanne (1916-1920) n'en est pas moins couronné à la biennale de Venise. Au même moment, l'artiste obtient à la fois l'appui du socialiste Jules Destrée et du philosophe catholique français Jacques Maritain.
En 1921, l'Église interdit la présence du Chemin de la croix de Servaes dans les lieux publics de dévotion.
En 1922, Servaes exécute une vaste toile d'allure décorative, La Mort de sainte Thérèse d'Avila. Il entreprend l'exécution d'un nouveau cycle, La Vie de la Vierge à Laethem (seize scènes), exposé pour la première fois à Gand en 1933.
En 1923 à Bruxelles, la galerie Georges Giroux expose un lot important d'œuvres récentes de Servaes.
En 1927, Servaes dessine le Portrait du père Jérôme.
En 1928, il exécute divers portraits de moines de l'abbaye d'Orval.
En 1929, il expose à la galerie Billiet à Paris.
En 1930, il peint le Triptyque de saint Antoine.
En 1931, il exécute au pastel un Autoportrait. Cette même année, la reine Élisabeth se rend dans la région de la Lys où elle est reçue par les peintres et écrivains les plus célèbres de Flandre, parmi lesquels Albert Servaes.
En 1932, Servaes entreprend son cycle de La Vie de la Vierge, série de seize toiles qu'il mettra trois ans à parfaire. À la galerie Giroux, exposition réservée au groupe Flandre ; y participent tous les expressionnistes de Laethem.
En 1935, il termine le cycle de La Vie de Marie et entreprend un Chemin de croix destiné à l'abbaye d'Orval ; ses précédents Chemins de croix sont louangés par Paul Claudel.
En 1937 : sans annuler pour autant l'interdit lancé en 1921 contre ses Chemins de la croix, un décret de Rome permet d'exposer dans des lieux publics de dévotion les œuvres peintes désormais par Servaes.
En 1938, Servaes devient membre de l'Académie flamande de Belgique ; un de ses Chemins de croix va au couvent des Annonciades à Heverlee, un autre à l'abbaye d'Orval.
En 1940, Servaes obtient le Grand Prix de la Peinture belge ; il exécute un nouveau Chemin de la croix destiné à l'église Sint-Willibrordus de Boven-Leeuwen (Pays-Bas), érigée de 1916 à 1918.
En 1943 a lieu à Gand une importante exposition Albert Servaes ; à la tête d'une délégation d'artistes ralliés au régime hitlérien, il se rend à Berlin pour y saluer le ministre de la propagande nazie.
En septembre 1944, Servaes est obligé, pour des raisons politiques, de quitter Laethem pour Munster et Hildesheim.
En mars 1945, il est interné à Bühler, commune suisse du canton d'Appenzell.
En 1946, réfugié en Suisse, Servaes y peint surtout des paysages de montagne et des scènes relatives à la vie de Marie et Jésus.
En 1947, Servaes est déchu de la nationalité belge et s'installe à Lucerne où il entreprend une série de toiles consacrées à La Vie de la Vierge.
En 1948, en Suisse il peint des paysages de montagne.
En 1953, il peint un Autoportrait.
En 1956, décès à Gand de la première femme d'Albert Servaes.
En 1958, Albert Servaes se remarie à Vaduz (Lichtenstein) avec la pianiste Friedel Parasie.
En 1960, Servaes achève une nouvelle Vie de la Vierge et l'expose à Salzbourg ; un arrêté royal réduit sa condamnation de 1946 à cinq ans de détention.
En 1961, à Bruges, rétrospective consacrée à l'œuvre de Servaes. Albert Servaes acquiert la nationalité suisse.
Dès 1963 : sur le marché de l'art, l'intérêt est de plus en plus marqué pour des toiles de l'école de Laethem, dont celles d'Albert Servaes.
En 1965, il reçoit le prix Rembrandt à Salzbourg,.

## Œuvres
- Le chemin de croix de la nouvelle abbaye d'Orval
- Au tombeau (1908), huile sur toile, 54 × 65 cm, La Résurrection de Lazare (1911), huile sur toile, marouflée sur panneau, 92 × 95 cm et Sursum Corda (1911), huile sur toile, marouflée sur panneau, 179 × 121 cm, Mu.ZEE, Oostende[6]
- Les Paysans aux champs (1909), huile sur toile, 150 × 191 cm, musées royaux des beaux-arts de Belgique[7]
- Les Derniers sacrements (1910), huile sur toile, 96 × 86 cm, musée royal des beaux-arts d'Anvers[8]
- Pietà (1920), huile sur toile, 88 × 96 cm, musées royaux des beaux-arts de Belgique[9]
- Les Premières communiantes (1920), huile sur toile, 62 × 78 cm, musée royal des beaux-arts d'Anvers[10]
- La Moisson (1926), huile sur toile, 65 × 81 cm, musée de Grenoble[11]
- Deux vitraux de l'église de la Sainte-Famille de Woluwé-Saint-Lambert
- Sainte Véronique, au Piconrue - Musée de la Grande Ardenne, Bastogne
- Paysage (1941), huile sur toile, 75 × 150 cm, musées royaux des beaux-arts de Belgique[12]